# بيت عطشان (بني حشيش)

تعديل مصدري - تعديل

بيت عطشان هي إحدى قرى عزلة عيال مالك بمديرية بني حشيش التابعة لمحافظة صنعاء، بلغ تعداد سكانها 445 نسمة حسب تعداد اليمن لعام 2004.